# Tamango
Ne doit pas être confondu avec Kamango ou Samango.
Tamango est une nouvelle de Prosper Mérimée parue dans La revue de Paris le 4 octobre 1829.  La France maritime reprend le même texte en 1837, sans en citer l'auteur, et en changeant quelques noms. La nouvelle ne semble pas avoir rencontré la faveur du public. Cette œuvre constitue un véritable réquisitoire contre l'esclavage et la traite négrière, ce qui n'empêche pas le récit de véhiculer bon nombre des clichés racistes de l'époque (sauvagerie animale des Noirs dans les combats, naïveté des populations, etc.). Mérimée donne à cette page sombre de l'histoire humaine la figure forte et cruelle de Tamango, guerrier noir négrier réduit en esclavage, et le visage plus ordinaire de Ledoux, capitaine blanc, négrier habile et froid.

## Résumé
Tamango, puissant guerrier d'Afrique de l'ouest, a pour habitude d'échanger des gens de son peuple contre de l'alcool et des armes. Le capitaine Ledoux, un ancien aide-timonier, qui a combattu aussi lors de la bataille de Trafalgar où il s'est fait amputer de la main gauche, vient pour la dernière fois de sa carrière chercher de précieux esclaves. La vente commence, mais sous l'effet de la colère et surtout de l'alcool, Tamango vend Ayché, sa femme, au négrier. Le lendemain, il réalise son erreur. Fou de douleur, il tente alors de rattraper le navire sur lequel sa femme a été embarquée. Lorsqu'il y parvient, il tombe entre les mains du capitaine Ledoux qui le réduit en esclavage. Tamango se retrouve alors dans la même situation que ceux qu'il vendait. Au fil de la traversée, les Noirs, dirigés par Tamango, se rebellent contre l'équipage et parviennent à tuer tous les Blancs, dont le capitaine. Cependant, il ne savent pas piloter le navire. Ayché, comme la plupart des Noirs, meurt à bord du navire à cause du manque de provisions ; Tamango va tout faire pour sauver Ayché mais ne va pas réussir. Lui seul, secouru par un navire anglais, est emmené à Kingston, en Jamaïque, où la liberté lui est redonnée. Devenu militaire dans l'armée britannique, alcoolique, il meurt à l'hôpital d'une « inflammation de poitrine ».
Prosper Mérimée, proche des milieux abolitionnistes, évoque certains de leurs textes : la description du navire négrier, le Brookes de Thomas Clarkson, les Voyages à l’intérieur de l’Afrique (1799) de Mungo Park, ou encore les ouvrages de l'abbé Raynal et de l'abbé Prévost.

## Personnages principaux
- Le capitaine Ledoux, qui commerce des esclaves avec Tamango.
- Tamango, marchand d'esclaves devenu lui-même esclave en se faisant capturer par Ledoux.
- Ayché, femme de Tamango, vendue à Ledoux, puis revenue à Tamango de force.

## Adaptation
La nouvelle a été portée au cinéma en 1958, dans une adaptation de John Berry.